# Pedro Hernández del Rosal
Pedro Hernández del Rosal fue un militar español y alcaide de la ciudad de Loja (Granada) y su fortaleza. Hijo de don Juan García del Rosal natural y vecino de Córdoba (calle Mayor de Santa Marina), fallecido en 1493.
Acompañó a los Reyes Católicos en la Reconquista como Alférez Portaestandartes de las Huestes Reales. Se encontró en la Toma esta ciudad donde tremoló el Pendón de Castilla desde uno de los torreones de la Alcazaba en el acto de la posesión, en la tarde del 29 de mayo de 1486. Encontró en el repartimiento de dicha ciudad, siendo nombrado por los Reyes Católicos, Alférez Mayor de ella, si bien no afincó en la misma hasta después de la Conquista de Granada en 1492, ya que todos los caballeros no quisieron dejar las armas hasta darle fin a la Reconquista. Casó con doña María Beatriz de Luna y de Rojas.
- Datos: Q6069092